# Sekhmetops

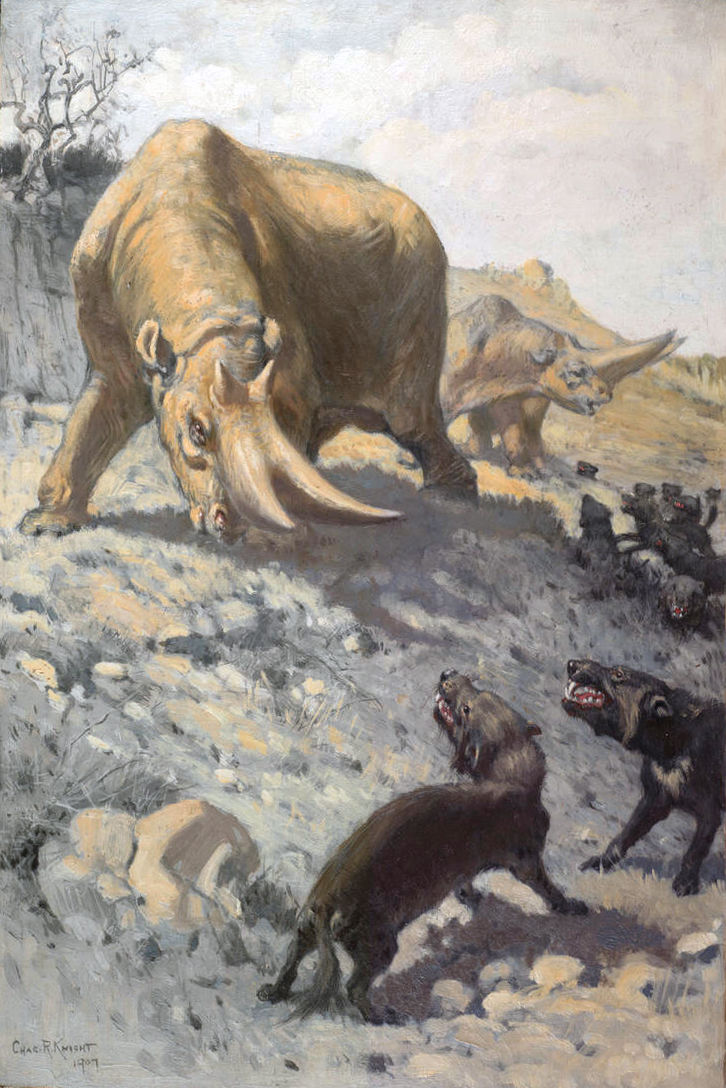
Sekhmetops і Arsinoitherium

Sekhmetops (що означає «лице Сехмета») — викопний рід хижих гієнодонтових ссавців з ранньоолігоценової формації Джебель Катрані в Єгипті. Рід містить два види, S. africanus і S. phiomensis, обидва з яких спочатку були віднесені до роду Pterodon.